# Zabreznica
Zabreznica (Duits: Sabressnitz) is een plaats in Slovenië en maakt deel uit van de gemeente Žirovnica in de NUTS-3-regio Gorenjska. De plaats telde 492 inwoners op 1 januari 2020.